# 久保伊津男
久保 伊津男（くぼ いつお、1909年3月16日 - 1968年4月10日）は、日本の動物学者、海洋生物学者。東京水産大学教授。水産動物資源学を研究し、クルマエビの権威だった。
鹿児島県日置郡東市来村（現・日置市）出身。1928年錦城中学校卒業。1934年水産講習所本科養殖科を卒業、翌月講習所助手となる。1945年5月22日、理学博士の学位を修得（北海道帝国大学審査）。論文は「本邦およびその近海産車蝦科蝦類の研究」。
1952年東京水産大学教授に就任。1955年日本水産学会賞を受賞。1968年4月10日、教授会の最中に心筋梗塞のため死去。

## 著書
- 久保伊津男・吉原友吉(共著) 『水産資源学』 共立出版、1957年。